# 藍月なくる
藍月 なくる（あいつき なくる、3月1日生まれ）は、日本の女性歌手、声優。一二三所属。身長は161cm。

## 人物/経歴
声優としてネット上での活動からASMR作品など多数の音声作品に出演や歌手活動（後述）を経た後、インターネットラジオ番組NTRじへゲスト出演が決定。
その中で茎わかめ好きと発言したところ発展し、同番組のスピンオフ特番にも出演を果たした。NTRじ第39回目まで出演していた浅見ゆい、藍月ゲスト出演回の後に同番組のゲストとして出演する事になる結崎有理とは音声作品での共演も多い他、結崎が作詞した楽曲を藍月が歌唱する楽曲も多数存在している。また、歌手として近年ではPCゲームの主題歌を務めている機会も増えている他、BEMANIシリーズSOUND VOLTEXの公募にVo.で担当している「sky_delta」とのユニット「Endorfin.」の楽曲『Four Leaves』が採用されてユニットとしての知名度も上昇。以降、同シリーズからは個人名義での歌唱を担当する機会があるなど、きっかけの一つとなった。声優のみならず歌手活動も含め二面性を持ち合わせている人物。
同人歌唱作品でも積極的な活動をしており個人/ユニット名義のEndorfin.に留まらずSennzai、Feryquitousとのスプリッドアルバムを制作するなど幅広い作品を手掛けており、藍月に加えnayuta、棗いつき、とのトリプルボーカルユニット『La prière』を結成し多くの反響を生み出した。
自身のYouTubeチャンネルでは個人頒布作品の試聴/ゲーム/ASMR配信などを行っている。藍月を含む多数で行われた雪山人狼(Project Winter)の配信では、一連の行動等から「藍月＝サイコパス」イメージが生まれてしまい、藍月の配信でのスタンプにも採用されている、天然を発揮してしまったシーンなど藍月配信でよく使われているワードの一つである「ほよ～」が徐々に浸透するきっかけとなった。
「ほよ～」ワードに関してはYoutubeメンバーシップのカスタム絵文字にも採用されている。
2020年9月には自身のCi-enを開設。個人のYoutubeメンバーシップからCi-en側へ移行した経緯など、開設に至った理由が投稿されている
2021年にかけては、TRPGまたはマーダーミステリーなどセッション配信も歌唱活動等とは別に参加の機会が増えており、特筆すべきは藍月として初のtwitterトレンド入りも果たしたオンライン舞台『カタシロ rebuild』への声の出演で10公演以上に参加。同時にテーマ曲の歌唱も藍月が担当し、卓界隈としても大きなトピックの一つとなった。　
一連でトレンド入りとなったワード「#藍月なくるやべえ」では、以後も藍月のTRPGまたはマーダーミステリー参加時の感想でタグが使われるシーンも散見されている。
2023年8月13日、YouTube Liveにて自身初となるワンマンライブ『1st LIVE "クラリムステラ"』を開催することを発表した。

## 出演音声作品他
()内は記載がある場合役名。出演作品から一部抜粋
クラリムステラ作品（藍月のサークル）
- Merry Happy END
- 猫と彼女と一週間
- 死神少女はしあわせにしたい[4][5]

音声作品
- 【耳かき】夏に君の膝枕【ASMR】
- 【耳かき・吐息】君と呼べる日まで【癒やし】
- 乙女屋敷で癒されませんか? ～あなたに素敵な夢を見せてあげます～(柚花めぐ)
- 後輩と過ごす甘い日々～柊綾乃の場合～
- 癒し処耳かき店～耳撫屋 爽～(江玲奈)
- 耳かきカノジョの詰め合わせ (内気で恥ずかしがり屋な後輩カノジョ)[6][7]
- 【ちょっと普通じゃない】Cure Sounds-ノーラ【ASMR!?】 (ノーラ)

他、30作品以上に出演。(2021年12月現在/DLsite検索)
デジタルノベル作品
- 『狂痛忌 -all in all is all we are-』(戸高紋)

ゲーム
- こちら、母なる星より（2021年、比企沙織[8]）

音楽ソフト
- Synthesizer V 2 無來

## 商業ゲーム
()内は(初収録のゲーム名:その曲のアーティスト名義)
※Endorfin.名義を含む

### CROSS×BEATS
- Filament Flow：Endorfin.

crossbeats REV
- Spica：Endorfin.
- ココロメソッド:Endorfin.

### pop'n music
pop'n music うさぎと猫と少年の夢
- white night story：Endorfin.[9]

pop'n music 解明リドルズ
- 朧月覆う雲をも裂きぬ：かめりあ feat. 藍月なくる[10][11]

### MÚSECA
- Replica：Endorfin.[12]
- 片翼のディザイア：Endorfin.[13]

### jubeat
jubeat festo
- 恋 No リセットゲーム!!!!!：DJ Genki feat. ななひら,yukacco,藍月なくる

### GUITARFREAKS & drummania
GITADORA Matixx
- 夢色☆スパイラル!!!!!：DJ Genki feat.ななひら,yukacco,藍月なくる With re-zi

### SOUND VOLTEX
SOUND VOLTEX IV HEAVENLY HAVEN
- Four Leaves：Endorfin.[14]
- テレポーテーションでやってきた彼とのその後の顛末：Vocal by 藍月なくる[15]

SOUND VOLTEX VIVID WAVE
- Believe (y)our Wings {GRA5P WAVES}：GRACE COLORS(かめりあ ft. 紫崎 雪、かなたん、駄々子、ＯＲＩ姫、荒巻、はるの、藍月なくる、ななひら)

### ノスタルジア
ノスタルジア Op.2
- My dear child, mother's arm：Feryquitous feat.藍月なくる

### beatmania IIDX
beatmania IIDX 29 CastHour
- Ariah：satella feat.藍月なくる[16]

### CHUNITHM
CHUNITHM AMAZON
- Innocent Truth：Endorfin.

CHUNITHM PARADISE
- 月詠に鳴る：Feryquitous feat.藍月なくる[17]

### Arcaea
- Alice's Suitcase：Endorfin.[18]

### 太鼓の達人
- ラヴ♡スパイス♡ライクユー!!!：feat.ななひら,藍月なくる&yukacco

## パチスロ機
パチスロ 戦コレ![泰平女君]徳川家康
- 天下☆泰平ロード♪：藍月なくる、かなたん、ななひら[19]

MagicalHalloween7
- Trick and Treat!：藍月なくる[20]

## PCゲーム主題歌
- クオリアの輪郭(「空に刻んだパラレログラム」オープニングテーマ)[21]
  - 歌：藍月なくる
- 友愛進化論（「ずっと前から女子でした」オープニングテーマ）[22]
  - 歌：藍月なくる
- これくらいで（「夢と色でできている」エンディングテーマ）
  - 歌：藍月なくる
- happy palette♪（「ハミダシクリエイティブ凸」華乃エンディングテーマ）[23]
  - 歌：藍月なくる

## モバイル/ゲーム
太字は主役・メインキャラクター 
- クリミナルガールズX (ニーナ) [24][25]

- こちら、母なる星より(比企 沙織)[26]

## ディスコグラフィ
藍月なくるソロアルバム
- トコロクラニスト[27]
- Nacollection[28]
- アプルフィリアの秘め事[29]
- Nacollection!!2
- JelLaboratory
- Nacollection-3-[30]
- Transpain[31]
- Indigrotto[32]
- Counterfeit[33]
- ミシュメリア[34]
- Nacollection4

Sennzaiとのスプリットアルバム

Feryquitousとのスプリットアルバム
- IdenTism[35]

まめことのコラボレーションアルバム
- Baby Romantica[36]

Endorfin.名義
- Horizon Note[37]
- Sincuvate[38]
- Raindrop Caffe Latte[39]
- Alt.Strato[40]
- 純情ティータイム[41]
- LOST-IDEA[42]
- Stories of Eve
- Horizon Clarie
- モノローグ・オフ[43]
- COLOURS.01 "Growing"[44]
- COLOURS.02 "Blurred Mind"[45]
- COLOURS.03 "Redraw"[46]
- COLOURS.04 "Yelling"[47]

La prière (棗いつき×藍月なくる×nayuta)名義
- Gemini Syndrome[48]
- Galaxy Triangle[49]
- La prière Cover Collection[50]
- Chronologue[51]
- Glowings[52]

ItknkR(棗いつき＋藍月なくる)名義
- Eufolie[53]

他サークルへのゲスト参加※順不同。歌唱作品から一部抜粋：
曲名 / アーティスト名 ： アルバム名(サークル名)
- 懐色坂 (Endorfin. Cover) / VALLEYSTONE ： 懐色坂(Bad Fennec Records)
- Replica / sky_delta feat.藍月なくる ： -Last-(DELTA STYLE)
- 1,2,3のLOVEサイン / DJ Genki feat. 藍月なくる ： ULTRA HAPPY COLLECTION!!!(djgenki.net)
- Wanderland feat.藍月なくる / KO3 ： 星空ワンダーランド（Kirara Records）
- Diamond Glow / Endorfin. ： epoqc 2021（MEGAREX）
- MORE&MORE! / DJ Genki feat.Yukacco&藍月なくる ： Jack-in-the-Box！（Alkanet）
- Memoirs feat. 藍月なくる / tokiwa : FUGENE3（MEGAREX）
- 未来パレット / Endorfin.：REVOLUTION OF HAPPY? #03 (djgenki.net)
- Shining feat.藍月なくる / Mameyudoufu：Beyond core EVANGELIX 01 (MEGAREX)
- encore feat.藍月なくる / erai：encore -Emotional Vocal POP 01 (MEGAREX)
- 夢みるMilky Way / 塚越雄一朗 (NanosizeMir) Guest Vocal : 藍月なくる：Stellalude (Luminaria)
- Bascor-四戒-(Vo.藍月なくる) / Feryquitous ：白戒 - Feryquitous 4th solo album (Diverse System)[54]

## ライブ・イベント
| 出演日         | タイトル                                                          | 会場                             |
| -------------- | ----------------------------------------------------------------- | -------------------------------- |
| 2017年2月11日  | ジャパンアミューズメントエキスポ2017：BEMANI SPECIAL LIVE         | 幕張メッセ（千葉県）             |
| 2017年11月11日 | EDP×SDVX ANTHEM 2017 私立ボルテ学園 アルティメットガクエンサイ!」 | 豊洲PIT（東京都）                |
| 2019年5月5日   | MEGAREX EXPO(メガ博)：※出演パート撮影不可                         | TRIANGLE OSAKA（大阪府）         |
| 2024年2月4日   | 藍月なくる 1st LIVE “クラリムステラ”                              | 市川市文化会館（千葉県）         |
| 2024年8月31日  | 藍月なくる 2nd LIVE “鏡像崇拝”                                    | LINE CUBE SHIBUYA（東京都）      |
| 2025年3月1日   | 藍月なくる Birthday LIVE 2025「概念／質量」                       | TACHIKAWA STAGE GARDEN（東京都） |

## ラジオ
- ラジオのアルテット（[62]第1回～第4回）[63]

## 舞台
- ライブ声劇「モルスリウム」解明編/脱出編/生命編/未来編 (メリエ役)[64]
- 舞台「カタシロRebuild」(アユム[65]役)[66][67]
- 舞台「カタシロRelive」（もう一人の患者役[68]）